# Wanderlust
Wanderlust er et debutalbum af den danske singer-songwriter Chresten, der udkom den 21. marts 2014 på Epic Records og Sony Music. Albummet tilbragte kun tre uger på album-listens top 40, med nummer 18 som højeste position.

## Spor
Alt tekst skrevet af Chresten Falck Damborg, alt musik komponeret af Damborg, Knut Haavik, og Anders Mechlenburg.
| #   | Titel                     | Længde |
| --- | ------------------------- | ------ |
| 1.  | "Hit the Road"            | 3:19   |
| 2.  | "A Soul Without Shoes"    | 3:28   |
| 3.  | "Hanging My Youth Out"    | 2:59   |
| 4.  | "Shortcuts"               | 3:12   |
| 5.  | "Nobody's Business"       | 2:37   |
| 6.  | "Clear Is What I Whisper" | 2:18   |
| 7.  | "Mind-Blowing"            | 3:27   |
| 8.  | "Exit Wounds"             | 2:38   |
| 9.  | "It's All About Nothing"  | 3:07   |
| 10. | "Okay?"                   | 2:31   |
| 11. | "Would You"               | 2:45   |
| 12. | "Don't See Me Cry"        | 2:32   |
| 13. | "Hang On"                 | 2:57   |
| 14. | "This Town"               | 3:28   |